# Sky King
Sky King est une série télévisée américaine en 72 épisodes de 24 minutes en noir et blanc diffusée entre le 5 avril 1952 et le 20 décembre 1952 sur le réseau NBC, puis entre le 2 janvier 1956 et le 8 mars 1959 en syndication. La série était auparavant un feuilleton à la radio depuis 1946.
La série est inédite dans les pays francophones.

## Synopsis
La série raconte les exploits d'un aviateur en Arizona. Le héros de cette série est inspiré d’un personnage réel des années 1930 (« the flying constable »).

## Distribution
- Kirby Grant : Sky King
- Gloria Winters (en) : Penny King
- Ron Hagerthy : Clipper King (saison 1)

## Commentaires
- Seulement quatre épisodes font partie du domaine public.
- Chaque épisode coûtait en moyenne 9 000 $ à produire.